# Mongeovo promítání
Mongeovo promítání je promítací metoda v technickém kreslení. V praxi pro zhotovení výrobní dokumentace se však nevyužívá. Využívá rovnoběžného pravoúhlého promítání objektu do dvou na sebe kolmých rovin (průměten) – půdorysny (ve vodorovné poloze) a nárysny (ve svislé poloze).
Oproti běžnému rovnoběžnému promítání dovoluje přidání další průmětny jednoznačnější přiřazení bodů technického výkresu k bodům v prostoru a tím lepší zachycení trojrozměrného objektu do dvojrozměrného výkresu.
Jméno této metodě dal francouzský přírodovědec, revoluční politik a matematik Gaspard Monge (1746–1818), jenž je pokládán za otce deskriptivní geometrie.

## Princip metody
Nejprve se objekt promítá kolmo na vodorovnou rovinu π (půdorysnu) – promítací přímky jsou svislé, jde tedy o pohled shora (půdorys).
Poté se promítá kolmo na svislou rovinu ν (nárysnu) – promítací přímky jsou kolmé, jde tedy o pohled zepředu (nárys).
Pohledy se kreslí bez přihlížení k obsahu sklopené druhé průmětny, tudíž se obrazy v jednotlivých průmětnách prolínají a jejich polohu v souřadnicovém systému popisuje vzdálenost od základnice (osa Y), potažmo od nulového bodu.

Krychle v Mongeově promítání

## Základní konstrukce
- Každý bod je v Mongeově promítání nejprve pravoúhle promítnut do půdorysny π a nárysny ν – je sestrojen jeho půdorys a nárys
- Následuje sklopení o 90° jedné průmětny do druhé kolem osy x – tzv. sdružení průměten. Tím je každému bodu v prostoru jednoznačně přiřazena dvojice bodů v rovině – tzv. sdružené průměty, jejichž spojnice je kolmá k ose x a říká se jí ordinála.
- Je-li dán bod A o souřadnicích [xA, yA, zA], pak příslušná ordinála protíná osu x v bodě xA a půdorys A1, případně nárys A2, leží ve vzdálenosti yA, resp. zA od osy x.

### Průměty základních útvarů
a) přímka b v obecné poloze:
sdružené průměty přímky b jsou tvořeny dvojicí přímek a to jejím půdorysem b1 a nárysem b2, kde bod A leží na přímce b (obr.1)

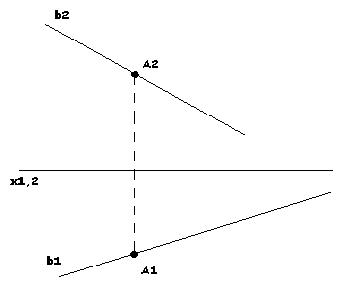
Obr.1

Další polohy přímek:
- horizontální hlavní přímka = její nárys je rovnoběžný se základnicí, značíme ji písmenem h

- frontální hlavní přímka = její půdorys je rovnoběžný se základnicí, značíme ji písmenem f

b) přímka může být určena:
- dvěma různými body, které leží na přímce

c) rovina může být určena:
- třemi body, které neleží na přímce (obr. 2)
- dvěma různoběžnými přímkami u, v (obr. 3)
- dvěma různými, rovnoběžnými přímkami a, b (obr. 6)
- přímkou b a bodem M, který na ní neleží

Přímka/přímky i bod/body, které určují rovinu, mohou ležet na okraji nebo v libovolné části roviny.

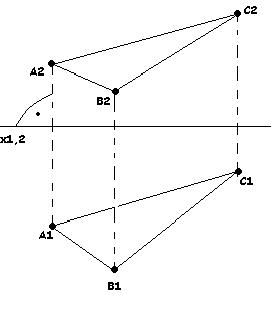
Obr.2
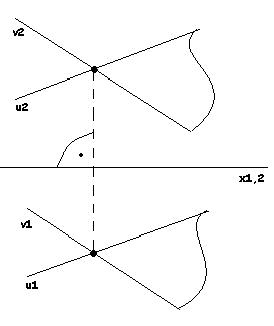
Obr.3

Polohové úlohy – vzájemná poloha základních útvarů, např. bodů, přímek a rovin:
- různoběžky – dvě přímky se protínají v jednom společném bodě a zde určují rovinu (obr.3)
- různoběžky – dvě přímky se protínají v jednom společném bodě (obr.4)
- mimoběžky – dvě přímky, které nemají průsečík – společný bod (obr.5)
- rovnoběžky – dvě vzájemně rovnoběžné přímky, nemají průsečík – společný bod (obr.6)

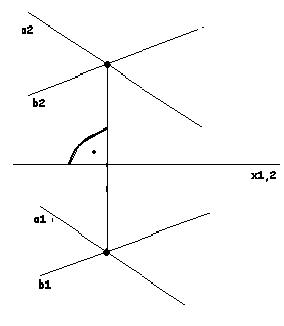
obr.4
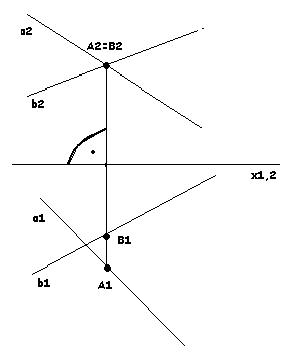
obr.5
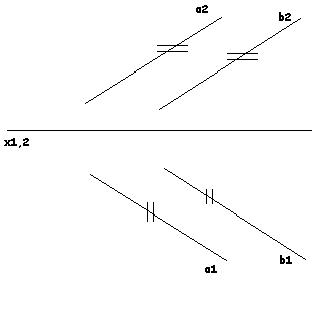
obr.6